# 赵晓哲
赵晓哲（1963年7月7日—），男，辽宁大连人，中国人民解放军海军大连舰艇学院教授、博士生导师，海军中将，中央军事委员会科学技术委员会主任，中国工程院院士。

## 生平
赵晓哲曾在大连理工大学计算机科学与工程系学习，获系统工程专业博士。长期在海军大连舰艇学院任教。
2011年当选中国工程院工程管理学部院士。